# Телескоп Аристарх
Телескоп Аристарх (англ. Aristarchos Telescope) — телескоп діаметром 2,3 м в обсерваторії Хелмос, в підпорядкованні Афінської національної обсерваторії. Найбільший телескоп Греції. Названий на честь видатного античного астронома Аристарха Самоського.

## Історія
Проєкт нового телескопа Афінської національної обсерваторії фінансувався Європейською комісією та Генеральним секретаріатом з досліджень і технологій Міністерства розвитку Греції. Телескоп отримав перше світло 2005 року й почав повноцінно працювати 2007 року. Телескопом керує Інститут астрономії, астрофізики, космічних застосувань і дистанційного зондування Афінської національної обсерваторії. Він є частиною консорціуму телескопів середнього розміру OPTICON.

## Конструкція
Телескоп, створений компанією Carl Zeiss, має систему Річі-Кретьєна з головним дзеркалом діаметром 2,3 м і діафрагмовим числом f/8. Поле зору становить приблизно один градус із масштабом 1,17 кутової секунди/мм. Має альт-азимутальне монтування. Телескоп розміщений у вежі за 35 метрів від будівлі управління, тому тепло та вібрація від людей і комп'ютерів не впливають на роботу телескопа. Телескоп був розроблений для підтримки дистанційних спостережень.

## Наукові результати
Спостереження за допомогою телескопа Аристарх забезпечили вимірювання відстані до планетарної туманності KjPn 8.